# 293 v. Chr.
Portal Geschichte | Portal Biografien | Aktuelle Ereignisse | Jahreskalender | Tagesartikel

◄ |
4. Jahrhundert v. Chr. |
3. Jahrhundert v. Chr. |
2. Jahrhundert v. Chr. |
►

◄ | 310er v. Chr. | 300er v. Chr. | 290er v. Chr. | 280er v. Chr. |
270er v. Chr. |
►

◄◄ | ◄ | 296 v. Chr. | 295 v. Chr. | 294 v. Chr. | 293 v. Chr. |
292 v. Chr. |
291 v. Chr. |
290 v. Chr. |
► |
►►
Staatsoberhäupter

## Ereignisse

### Politik und Weltgeschehen

#### Westliches Mittelmeer
- Schlacht von Aquilonia: Im Dritten Samnitenkrieg besiegen die Römer unter Lucius Papirius Cursor die Samniten an der Straße von Kampanien nach Tarent. Weiter nördlich gelingt dem römischen Feldherrn Carvilius u. a. die Einnahme von Cominium.
- Die Falisker erheben sich gegen die Römer und schließen sich den Etruskern an; beide werden von Carvilius besiegt.
- Eroberung der samnitischen Städte Velia, Palumbinum, Herculaneum und Saepinum durch die Römer.

#### Östliches Mittelmeer
- Demetrios I. Poliorketes, König von Makedonien und Herr über Athen, gewinnt die Herrschaft über Thessalien und die Böotier. Auf Anstiftung des spartanischen Königs Kleonymos erheben sich die Thebaner gegen Demetrios, dem es aber gelingt, die Rebellion niederzuwerfen.
- Demetrios I. gründet das nach ihm benannte Demetrias beim heutigen Volos.

#### Kaiserreich China
- Zur Zeit der Streitenden Reiche siegt der chinesische Staat Qin in der Schlacht von Yique über eine Koalition aus Wei und Han.

### Religion, Kultur, Katastrophen
- Der Konsul Lucius Papirius Cursor weiht in Rom den Quirinus gewidmeten Tempel. Hier wird auch die erste Sonnenuhr Roms errichtet.

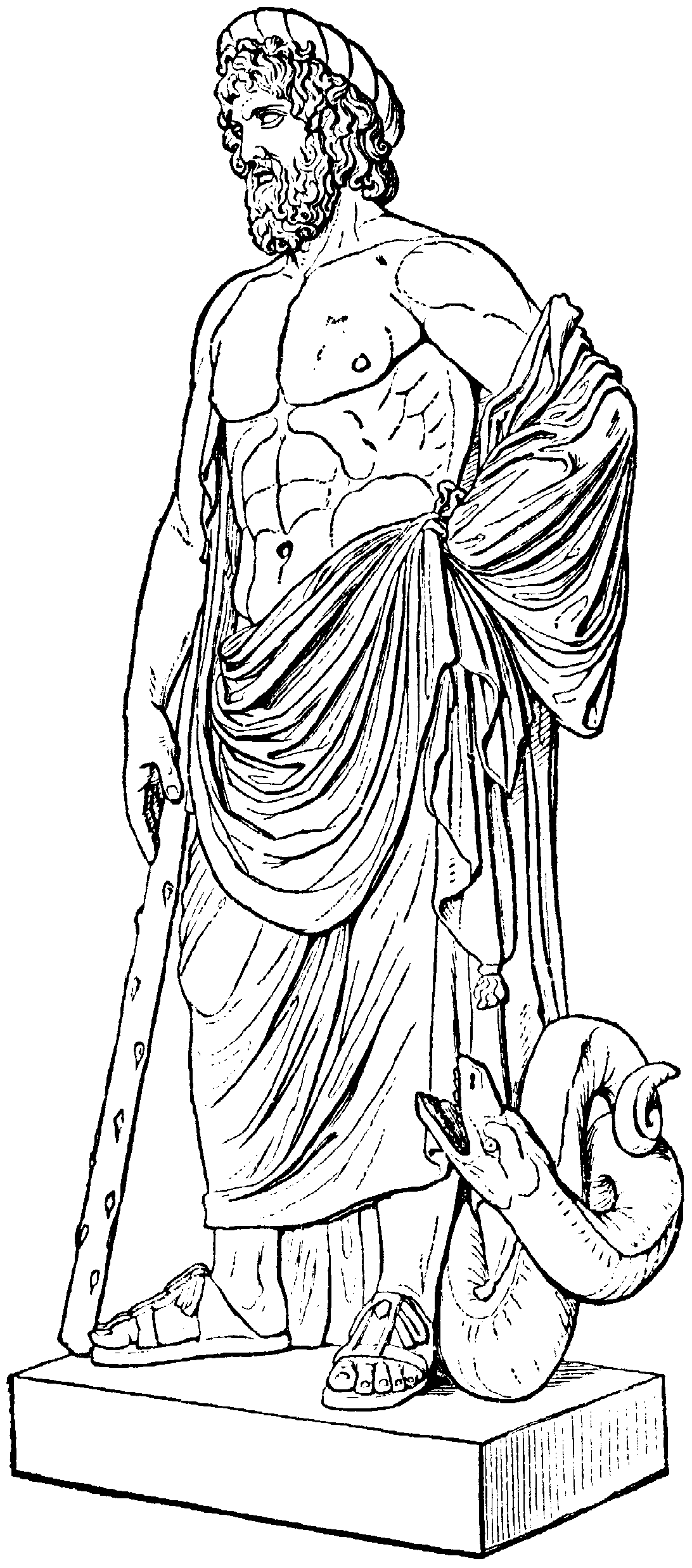
Äskulap (Paris, Louvre)

- um 293 v. Chr.: Pestepidemie in Rom, das daraufhin die Ansiedlung griechischer Ärzte in der Stadt zulässt. Auf der Tiberinsel wird dem Heilgott Äskulap ein Tempel gebaut.